# Phyllanthus mittenianus
Phyllanthus mittenianus är en emblikaväxtart som beskrevs av John Hutchinson. Phyllanthus mittenianus ingår i släktet Phyllanthus och familjen emblikaväxter. Inga underarter finns listade i Catalogue of Life.